# Gonista chinensis
Gonista chinensis är en insektsart som beskrevs av Willemse, C. 1932. Gonista chinensis ingår i släktet Gonista och familjen gräshoppor. Inga underarter finns listade i Catalogue of Life.